# 델타 규칙
델타 규칙(delta rule)은 경사 하강법(Gradient Descent) 학습 방법으로, 싱글 레이어 퍼셉트론에서 인공 뉴런들의 연결강도를 갱신하는데 쓰인다. 뉴런 {\displaystyle j\,}와 활성함수 {\displaystyle g(x)\,} 에 대하여, {\displaystyle j\,}의 {\displaystyle i\,}번째 연결강도 {\displaystyle w_{ji}\,}에 대한 델타 규칙은 다음과 같다.
{\displaystyle \Delta w_{ji}=\alpha (t_{j}-y_{j})g'(h_{j})x_{i}\,},
여기서 {\displaystyle \alpha \,}는 학습 속도라고 불리는 작은값의 상수이고, {\displaystyle g(x)\,}는 뉴런의 활성함수, {\displaystyle t_{j}\,}는 원하는 목표 결과값, {\displaystyle y_{j}\,}는 실제 결과값, 그리고 {\displaystyle x_{i}\,}는 {\displaystyle i\,}번째 입력값이다. 이것은 다음 식을 만족한다.
{\displaystyle h_{j}=\sum x_{i}w_{ji}\,} and {\displaystyle y_{j}=g(h_{j})\,}.
델타 규칙은 다음과 같은 선형 활성함수를 가진 간단한 형태의 퍼셉트론에서 주로 언급된다.
{\displaystyle \Delta w_{ji}=\alpha (t_{j}-y_{j})x_{i}\,}

## 같이 보기
- 확률적 경사 하강법
- 역전파
- 레스콜라-와그너 모델